# Arachnofobia (film)
Arachnofobia (ang. Arachnophobia) – amerykański komediohorror z 1990 roku w reżyserii Franka Marshalla. Zdjęcia kręcono w Kalifornii (Cambria, Paso Robles) oraz w Wenezueli (Park Narodowy Canaima).

## Obsada
- Jeff Daniels – dr Ross Jennings
- Harley Jane Kozak – Molly Jennings
- John Goodman – Delbert McClintock
- Julian Sands – dr James Atherton
- Stuart Pankin – szeryf Lloyd Parsons
- Brian McNamara – Chris Collins
- Mark L. Taylor – Jerry Manley

## Nagrody i nominacje
Nagrody Saturn 1989/90
- Najlepszy horror
- Najlepszy aktor – Jeff Daniels
- Najlepsza reżyseria – Frank Marshall (nominacja)
- Najlepszy scenariusz – Don Jacoby, Wesley Strick (nominacja)
- Najlepszy aktor drugoplanowy – John Goodman (nominacja)